# Stan Penridge
 Stan Penridge (* 9. Januar 1951 in Port Chester; † 11. Mai 2001 in Austin) war ein US-amerikanischer Produzent, Musiker und Songwriter. Sein bekanntestes Lied ist Beth, das 1976 von Kiss veröffentlicht wurde.

## Musikalischer Werdegang
Penridge war Schüler der New York School of Music. Ab seinem 13. Lebensjahr ließ er sich für das Musizieren auch bezahlen. Er zog Ende der 1960er Jahre nach New York und spielte in Greenwich Village u. a. als Support für Jimmy James & the Blue Flames, The Lovin’ Spoonful, The Blues Magoos und The Raves. Mit 17 Jahren arbeitete er als Studiomusiker für die von John Oates produzierte Gruppe Pacheco & Alexander.
1970 wurde er Mitglied der fünfköpfigen Rockband Chelsea, der auch Peter Criss angehörte. Er ersetzte dort den Gitarristen Chris Aridas, nachdem die Gruppe ihr einziges Album bei MCA Records veröffentlicht hatte. In der neuen Besetzung nahm die Band einige Demos auf, ein vollständiges Album entstand dabei jedoch nicht. Allerdings schrieb Penridge in dieser Zeit das Lied Beck. Der Text entstand, nachdem Penridge einfach die Antworten des Gitarristen Mike Brand aufschrieb, die dieser seiner Frau Becky am Telefon gab, wenn sie während der Chelsea-Proben anrief und ihn aufforderte, nach Hause zu kommen und nicht so viel Zeit mit den Bandkollegen zu verbringen.
Chelsea löste sich im August 1970 auf, nachdem der zweite Gitarrist und der Sänger zu einem Konzert im Yellow Front Saloon in Fort Lee verspätet erschienen waren und so die übrigen drei Musiker gezwungen waren, als Trio aufzutreten. Penridge sagte später dazu:

“Everything that didn’t work in Chelsea made LIPS great. The strong rhythm that Peter complimented freed Mike to fly. It fell together so naturally. Peter would roll off his toms into a crash and I’d solo, somewhere in the heavens, and I’d open my eyes just as Pete would come around to reel me in for the next verse. It was a magical group - and things like that just don’t last long.”

„Alles, was bei Chelsea nicht funktionierte, machte Lips großartig. Der starke Rhythmus, den Peter spielte, beflügelte Mike. Es kam so natürlich zusammen. Peter konnte von seinen Toms zum Chrash (-Becken) wechseln, und ich in ein Solo übergehen, irgendwo abgehoben im Himmel, und ich würde meine Augen in dem Moment wieder öffnen, in dem Peter mich für die nächste Strophe wieder einholte. Es war eine magische Gruppe – und solche Dinge halten nicht lange.“

Die drei Musiker machten gemeinsam weiter und gaben sich den Namen Lips. Am 22. Februar 1972 erhielt die Gruppe die Gelegenheit, fünf Lieder im Studio von RCA aufzunehmen. Weitere fünf Lieder wurden in den Bell Sound Recording Studios aufgezeichnet. Letztere waren Probeaufnahmen für das von Neil Bogart geleitete Label Kama Sutra Records. Die Firma zahlte daher auch die Studiokosten. Die Band wurde jedoch nicht unter Vertrag genommen. Als Bassist Michael Benvenga den Eindruck gewann, dass die Arbeit zu nichts führte, verließ auch er die Band. Criss tat sich mit Paul Stanley und Gene Simmons zusammen und gründete mit ihnen Kiss.
Während der 1970er Jahre blieb Penridge mit Criss verbunden und schrieb Songs für die Verwendung bei Kiss. Auch ältere Lieder, die für Lips geschrieben worden waren, wurden genutzt oder umgeschrieben, so beispielsweise Baby Driver (Rock and Roll Over, 1976), oder Beck, das 1976 von Penridge, Produzent Bob Ezrin und Peter Criss für das Album Destroyer umarrangiert und -geschrieben wurde. Der Text wurde angepasst, die Musik orchestriert, und Kiss landeten mit der nun Beth  betitelten Ballade ihren ersten Top-Ten-Hit in den USA sowie den People’s Choice Award 1977 in der Kategorie Favourite New Song. Von den zehn Liedern auf dem 1978 von Peter Criss veröffentlichten Soloalbum hatte Penridge sieben mitgeschrieben. 1979 war der von ihm und Peter Criss schon 1972 geschriebene Song Dirty Livin’ in einer von Vini Poncia bearbeiteten Version Teil des Kiss-Albums Dynasty.
Nachdem Criss Kiss 1980 verlassen hatte, schrieb Penridge mit ihm für sein erstes Album Out of Control und spielte Gitarre. Nachdem Criss’ Solokarriere floppte, gründete er mit Penridge im Frühjahr 1984 The Criss-Pendridge Alliance. Die Gruppe bestand aus sechs Musikern, die sowohl als Headliner, aber auch mit anderen Bands und Künstlern, beispielsweise Ratt, Eddie Money, The Atlanta Rythm Section, der Greg Allman Band und Alcatrazz auf Tournee ging. Penridge produzierte zwei Demos für die Gruppe, nach der Aufnahme des zweiten Demos verließ Peter Criss die Band unter einem Vorwand und brach den Kontakt zu Penridge ab. Penridge zog nach Texas und wurde Musikproduzent für Jazz- und Countrykünstler aus der Gegend um seine neue Heimatstadt, Austin.

## Privatleben
Penridge war verheiratet und hatte einen Sohn.

## Sonstiges
Am 28. Februar 2000 reichte Penridge beim Superior Court of California in Los Angeles eine Klage wegen ausstehender Tantiemenzahlungen ein. Sie richtete sich gegen Kiss, die Mitglieder der Gruppe, die Plattenfirma Universal Music Group sowie die beteiligten Musikverlage. Im März 2001 ersteigerte Penridge bei eBay für 4.050 US-Dollar den Vertrag, den Peter Criss unterschrieben hatte, um wieder Mitglied von Kiss zu werden. Er erklärte, dass Angaben aus diesem Vertrag Aussagen widersprächen, die von Seiten der Verteidigung in dem Verfahren vorgebracht worden seien, sodass er den Vertrag als Beweismittel zu seinen Gunsten nutzen wolle.